# 薩摩半島

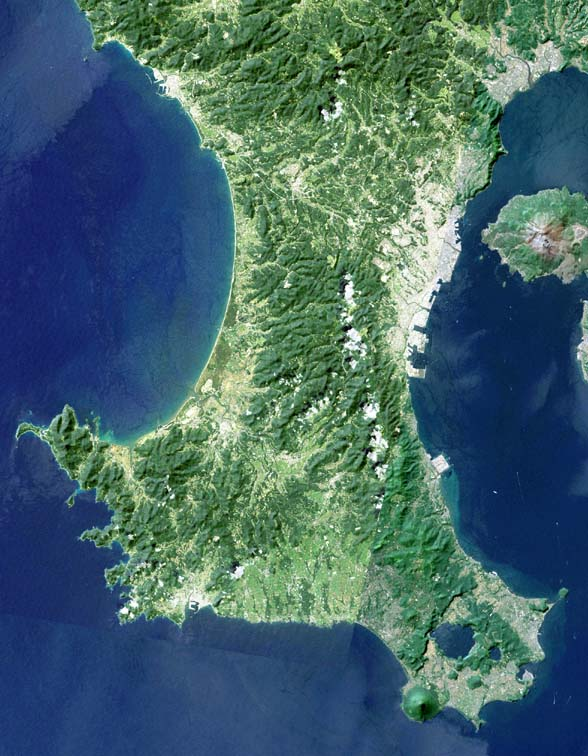
薩摩半島のランドサット衛星写真。

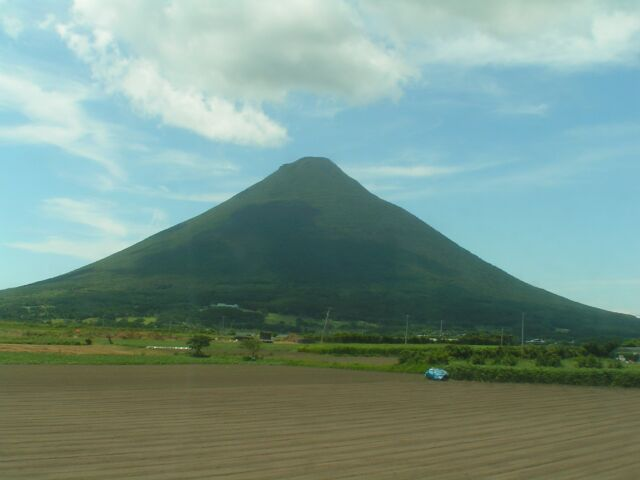
指宿枕崎線車窓からの開聞岳(2004/07/27)

薩摩半島（さつまはんとう）は、日本列島の鹿児島県南部に位置する半島である。鹿児島湾（錦江湾）西岸にあり、東岸に大隅半島、両半島の間に桜島がある。最南端は長崎鼻。薩摩半島の西岸及び南岸は東シナ海に面する。

## 地理
半島振興法の指定を受けている地域の面積は1,399.85平方キロメートル (km2)で、大隅半島の55%ほどである。但し、半島振興法では2000年時点の鹿児島市の区域は含まれていない。
半島の北西部には冠岳、北東部には鹿児島県の県庁所在地である鹿児島市、中部には鹿児島市と江口川を結ぶ構造線がある。南部に開聞岳（標高: 924 m）、南東部に池田湖、南西部の坊津にはリアス式海岸がある。
阿多カルデラによる火山活動の結果、火山灰癖など高低差が大きく内陸部へ入るにも困難で道路が整備されつつあるが、このため海岸線に商業施設などは集中している。

### 人口
半島振興法の指定を受けている地域の2000年の国勢調査時点の人口は284,021人である。そのうち2011年現在の鹿児島市、枕崎市、いちき串木野市の全域及び日置市の伊集院地域（旧伊集院町）を除く2市5町の区域が過疎地域に指定されている。

### 政治
衆議院小選挙区においては鹿児島県第1区（三島村・十島村を除く）、鹿児島県第2区（大島郡区を除く）、鹿児島県第3区の3区で構成される。鹿児島県議会選挙においては、鹿児島市・鹿児島郡区、枕崎市区、指宿市区、日置市区、いちき串木野市区、南さつま市区、南九州市区の7つに分かれている。

### 産業
薩摩半島では農業と水産業が盛んであり、農業においては南部の知覧茶を中心とした茶などの畑作、西部の東シナ海沿岸地域においては水稲や果樹などが栽培されており、特に2月ごろに田植えをし、7月には出荷する超早場米という手法が多く採られる。鹿児島市の周辺においては野菜や花などの商品作物を栽培する近郊農業となっている。
また、水産業においては古くより遠洋漁業により捕獲されたカツオの水揚地として知られ、漁港単独としては初めて1999年（平成11年）に開港した枕崎漁港（枕崎市）、串木野港（いちき串木野市）がある。
商業は鹿児島市を中心としており、他にも枕崎市・指宿市・南さつま市の加世田地域でも商業は充実しているものの、薩摩半島のほとんどの区域が鹿児島都市圏に含まれており、鹿児島市への一極集中の傾向にある。南東部には県有数の観光地、指宿温泉がある。

### 行政区域
- 鹿児島県
  - いちき串木野市
  - 日置市
  - 鹿児島市（桜島地域を除く）
    - 半島振興法においては2005年現在の鹿児島市のうち郡山地域（旧郡山町）、松元地域（旧松元町）、喜入地域（旧喜入町）の区域が指定されている。

  - 指宿市
  - 南九州市
  - 枕崎市
  - 南さつま市（宇治群島・草垣群島を除く）

## 交通

### 鉄道

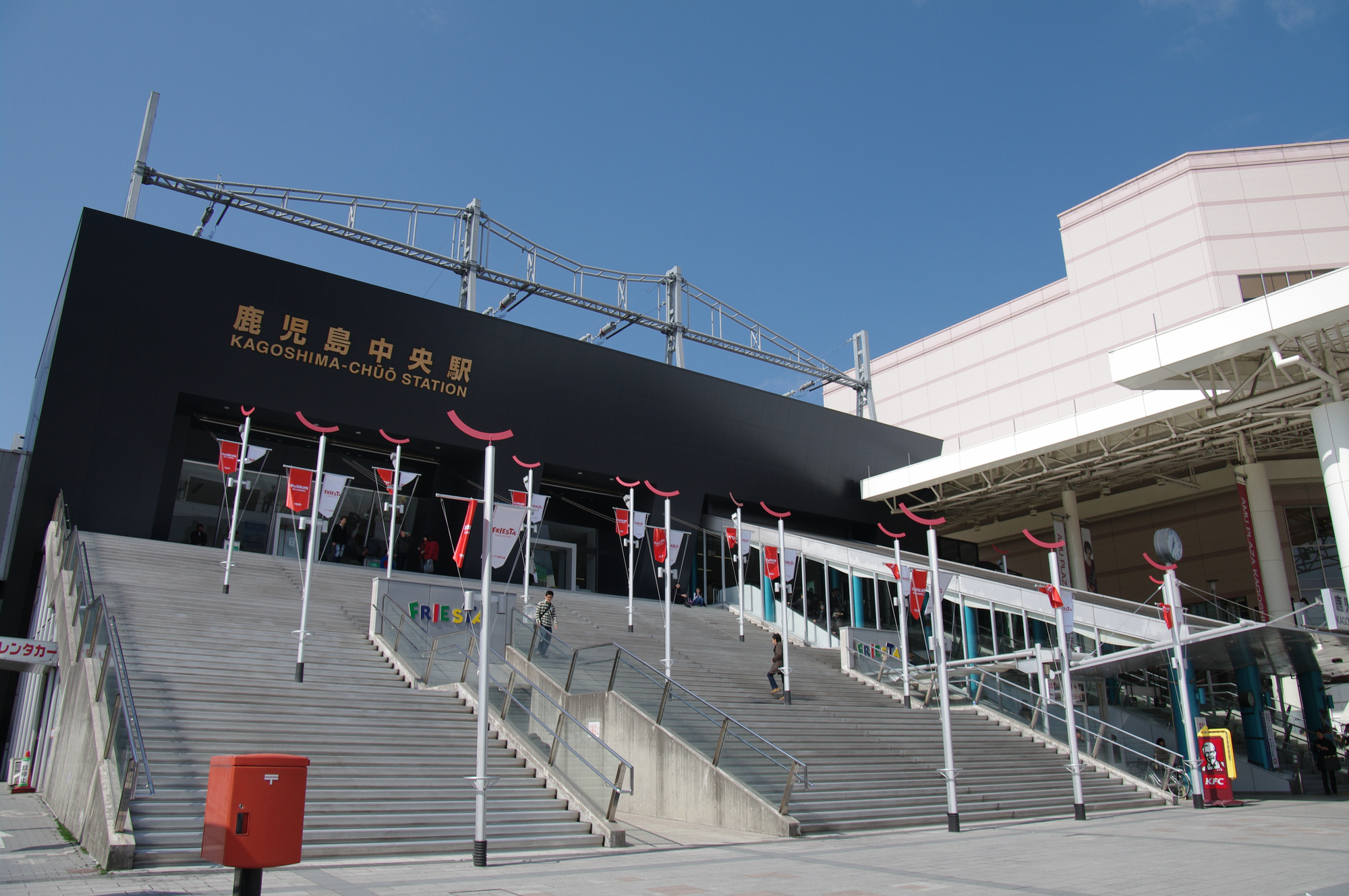
鹿児島中央駅

鹿児島市にある鹿児島中央駅を中心として北西方向に九州新幹線と鹿児島本線が通っており、九州新幹線は内陸部通り薩摩川内市まで結び、鹿児島本線は日置市、いちき串木野市を通り薩摩川内市までを結ぶ。また、指宿枕崎線は鹿児島中央駅から南方に延び、薩摩半島の東側の海岸線を通り、指宿市、南九州市の南部、枕崎市を結んでいる。
また、枕崎市から加世田市（現在の南さつま市）を通り、伊集院町（現在の日置市）までを結ぶ鉄道路線として鹿児島交通が運営する鹿児島交通枕崎線、金峰町の阿多駅から川辺町を通り、知覧町までを結ぶ鹿児島交通知覧線、加世田市の加世田駅から薩摩万世駅までを結ぶ南薩鉄道万世線（南薩鉄道は鹿児島交通の前身）があったが、枕崎線は1984年、知覧線は1965年、万世線は1962年にそれぞれ廃止されて、現在は日置市～枕崎市間は鉄道空白地帯となっている。

### バス
路線バス・空港連絡バスなどが鹿児島交通、南国交通などによって運行されている。

### フェリー
薩摩半島を発着するものとしては鹿児島市船舶部が運航する桜島フェリー（鹿児島～桜島）、種子屋久高速船が運航するトッピー及びロケット（鹿児島・指宿 ～ 屋久島・種子島 ）、垂水フェリーが運航する鴨池・垂水フェリー（鴨池港～垂水）、南九船舶が運航するなんきゅうフェリー（山川 ～ 根占）、甑島商船が運航するフェリー及び高速船（串木野～甑島列島）がある。
その他にフェリーとしまやフェリーみしまなどの離島の村営船や奄美・沖縄方面へのフェリーなども鹿児島港を発着港としている。

### 道路

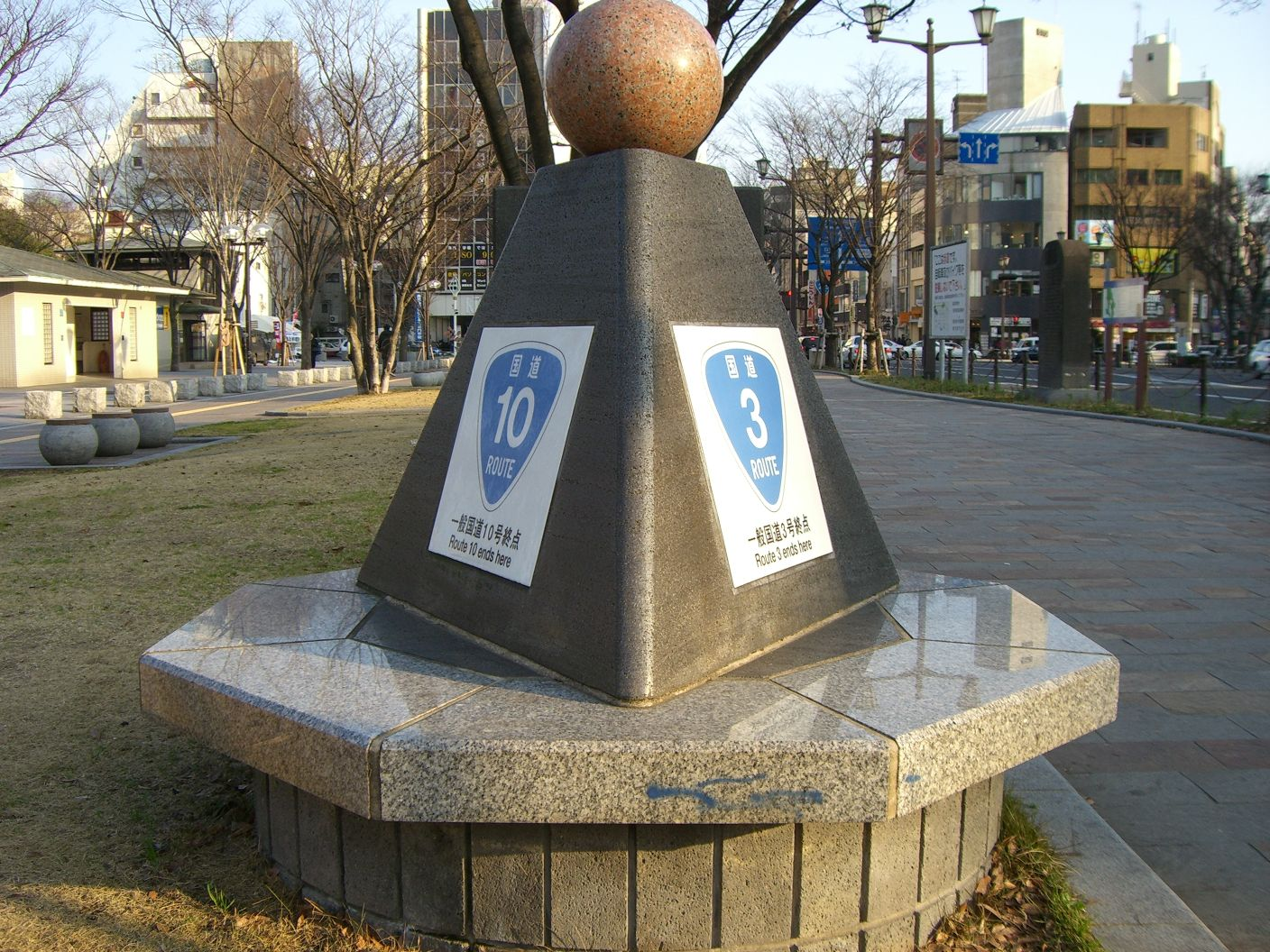
国道3号、国道10号の終点、国道225号（国道226号）の起点となる照国神社前交差点にある標柱

高速道路は九州自動車道（高速自動車国道）と南九州西回り自動車道（国土交通大臣指定に基づく高規格幹線道路（一般国道の自動車専用道路））、南薩縦貫道（地域高規格道路）があり、鹿児島東西幹線道路が建設中である。
九州自動車道は1988年に終点となる鹿児島ICまで開通し、1995年には青森～鹿児島間が高速道路によって結ばれた。一方南九州西回り自動車道（略称：南九州自動車道）は1998年の伊集院IC - 鹿児島西IC間が開通したのを皮切りに、2002年には市来IC - 伊集院IC間、2005年には串木野IC - 市来IC間が開通し、2016年現在では薩摩川内市の薩摩川内水引ICまでが開通している。
南薩縦貫道は鹿児島市から南九州市を通り枕崎市に至る予定の地域高規格道路。2016年現在では鹿児島ICから谷山IC（指宿スカイラインとの重複区間）、南九州市の南九州川辺ダムICから知覧金山水車IC間及び一般道路区間として南九州知覧ICから枕崎市までの区間が開通しており、知覧金山水車IC - 南九州知覧ICの区間が整備区間となっており、谷山ICから南九州川辺ダムICまで、塗木交差点から枕崎市までの区間が既存道路活用となっている。
他に有料道路として指宿スカイライン（鹿児島県道17号指宿鹿児島インター線）が鹿児島ICから鹿児島市谷山地域、南九州市を通り指宿市までを結んでいる。
一般国道は鹿児島市から薩摩半島の北部を横断する形で日置市、いちき串木野市を通る国道3号、鹿児島市から姶良市方面に繋がる国道10号、枕崎市から南九州市、鹿児島市谷山地域を通り、鹿児島市に至る国道225号、南さつま市から南さつま市笠沙地域、枕崎市、南九州市、指宿市を通り鹿児島市谷山地域で国道225号と重複し鹿児島市に至る国道226号、枕崎市から南さつま市、日置市を通りいちき串木野市に至る国道270号、鹿児島市小山田町から郡山地域を通り薩摩川内市方面に繋がる国道328号がある。
主要地方道は、薩摩半島の中部を横断する鹿児島県道35号永吉入佐鹿児島線、鹿児島県道22号谷山伊作線、鹿児島県道20号鹿児島加世田線などがある。

## 参考資料
- 『角川日本地名大辞典 46 鹿児島県』（角川書店、1983年）